# Djeddar

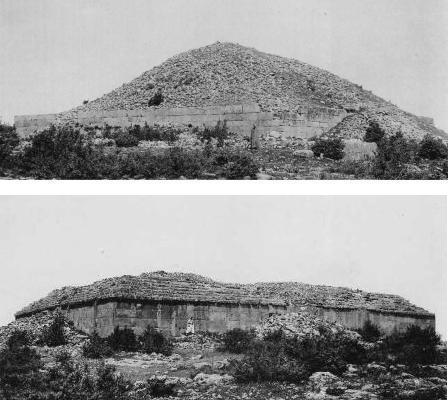
Dos de los djeddars de Jabal Lakhdar (Argelia)

Un djeddar, djedar o yedar es un monumento funerario  bereber. Existen un total de trece djeddars que se encuentran situados en dos colinas, al este de Frenda, en la wilaya (provincia) de Tiaret, en Argelia.

## Historia y origen
Los "siglos oscuros del Magreb". Este es el nombre dado por Emile Félix Gautier al período que se extiende desde 429 a 671, es decir, desde la partida de los romanos hasta la invasión árabe. En este momento, aparecieron, en el oeste de Argelia, reyezuelos a la cabeza de principados. Estos son los reyes bereberes enterrados en los djeddars cerca Frenda, cuya capital parece haber sido Tsinouna. Las inscripciones encontradas en estas tumbas no se remontan más allá del siglo VI.
Sin embargo, el investigador Adrien Berbrugger considera que la construcción de los djeddars es posterior a los bizantinos.
Gabriel Camps establece una conexión entre el Madracen, el Mausoleo real de Mauritania (conocido como La tumba de la cristiana) y los djeddars, afirmando que sería la "forma magnificada" de las tumbas de piedra seca conocidas ya 6 mil años antes en el Norte de África. No obstante, los túmulos protohistóricos con recintos incorporados, denominados bazina, tienen la forma de un cono escalonado, mientras que los djeddars tiene una base cuadrada y una elevación piramidal.

## Historia de la investigación
La primera referencia conocida a los jedars data del año 947, cuando el califa fatimí Ismail al-Mansur llevaba a cabo operaciones militares en la zona de Tiaret. Según un diario de campaña copiado por varios historiadores posteriores, como Idris Imad al-Din e Ibn Jaldún, al califa se le mostraron los jedars en Jabal Lakhdar y encontró una inscripción «en lengua romana» (presumiblemente en griego, pero también posiblemente en latín). Al preguntarle sobre su significado, le dijeron que decía: «Soy el strategos Salomón. Esta ciudad se llama Mauretania. Los habitantes de esta ciudad se han rebelado contra el emperador Justiniano y su madre Teodora. Por lo tanto, me envió contra ellos, y he construido este edificio para conmemorar la victoria que Dios me ha concedido». Aunque Ibn Khaldun vivió en la zona durante varios años, no hizo ninguna otra referencia a los jedars. 
A partir de 1842, las expediciones militares francesas en la zona observaron los monumentos, lo que dio lugar a las primeras descripciones arqueológicas. El Jedar A fue abierto de forma muy rudimentaria en 1875 por anticuarios que no publicaron su investigación. En 1882, el profesor La Blanchère, de la Universidad de Argel, publicó un estudio detallado sobre los jedars (basado principalmente en las excavaciones previas) e intentó situarlos en su contexto histórico. Su identificación como pertenecientes al rey bereber Massonas, mencionado por el historiador del siglo VI Procopio, no cuenta con respaldo hoy en día.[cita requerida]
A principios de la década de 1940, el Dr. Roffo, estudiante de antropología, obtuvo permiso para excavar. Para ello, utilizó explosivos para abrir el Jedar B, del que obtuvo un esqueleto que se encontraba en un ataúd de madera en una tumba excavada bajo el edificio; lo mismo ocurrió con uno de los jedars más pequeños de Ternaten. Se desconoce el paradero de estos esqueletos (quizás se encuentren sin ser reconocidos en un museo argelino) y se dice que el Dr. Roffo quemó la mayoría de sus notas en un ataque de ira tras una discusión con el Director de Antigüedades (quien probablemente se había enterado de sus métodos de «excavación»).
Durante los años 1968-1970, Fátima Kadria Kadra, argelina que estudiaba con Gabriel Camps en la Universidad de Aix-Marsella, realizó el primer estudio arqueológico de los jedars con técnicas modernas sistemáticas. Un libro basado en su tesis fue publicado por la Universidad de Argel en 1983 y sigue siendo la referencia definitiva.

## Localización y descripción
Los djeddars, ubicados a 30 kilómetros al suroeste de Tiaret, forman dos grupos diferentes, separados por seis kilómetros. Tres de los djeddars (clasificados A, B, C) se encuentran en Jabal Lakhdar, y los otros diez (desde la D a la M) en el Djebel Araoui. Las dimensiones de la base cuadrada varían desde los 11,50 metros de ancho del Djeddar B a los 46 metros del Djeddar F, cuya altura podía llegar originalmente a 18 metros. Muchos de ellos se encuentran actualmente en ruinas.
La construcción de los trece djeddars inventariados tiene lugar a lo largo de los siglos V al VII, siendo el denominado Djeddar A el más antiguo. La ornamentación presenta formas geométricas (rosetones, estrellas,…), símbolos cristianos (palomas rodeando a un cáliz), y representaciones de animales (caballos, leones,…). Algunos de estos elementos decorativos se encuentran más al norte en lo que los arqueólogos denominan “reino de Altava”. Según Yves Modéran, los tres djeddars más antiguos podrían datar del siglo IV o principios del V, y ser obra de príncipes paganos de origen sahariano, lo que cuestionaría la idea comúnmente aceptada  de que Roma habría controlado la región hasta el año 455. Para el resto de los djeddars, los de Djebel Araoui, levantados desde finales del siglo V hasta el siglo VII, y adornados con frescos cristianos, se acepta que sirvieron de sepultura a jefes cristianos de un estado bereber-romano sucesor de Roma en Mauritania.
La estructura interior del Djeddar F es compleja: dos galerías de forma cuadrada, que suman una total de 18 salas, rodean dos cámaras sepulcrales adornadas de frescos de inspiración romana.
El Djeddar A, el más explorado, tiene una base cuyo lado mide 34 metros y podría haber alcanzado 17 metros de altura. Dispone igualmente de un sistema de galerías con un total de 8 salas, que rodean la cámara funeraria central y están adornadas por bajorrelieves con figuras de animales y escenas de caza: también se lee una inscripción que hace referencia a un alto personaje, quizás romano-africano. Este djeddar es el único rodeado de una muralla con un pequeño edificio para el culto.
Algunas de las piedras presentan incisiones con nombres bereberes o romanos.
Los monumentos fueron excavados en los años 70 por la arqueóloga Fatima Kadra quien los dio a conocer. En 2002, las autoridades argelinas propusieron que los djeddars se incluyeran entre los sitios Patrimonio de la Humanidad.